# Cher Wang
Cher Wang (王雪紅S, Wáng XuěhóngP; Taipei, 15 settembre 1958) è un'imprenditrice e filantropa taiwanese.
Come co-fondatrice e presidente (dal 2007) di HTC Corporation e dell'azienda produttrice di chipset integrati VIA Technologies, è considerata una delle donne più potenti e di successo nella tecnologia informatica. Nel 2014, è indicata da Forbes come la 54ª donna più potente del mondo.

## Biografia
Figlia di Wang Yung-ching, fondatore del conglomerato di materie plastiche e petrolchimici Formosa Plastics Group e uno degli individui più ricchi di Taiwan prima della sua morte nel 2008, Wang ha studiato all'estero presso la College Preparatory School di Oakland, in California, e ha conseguito la laurea in economia presso l'Università della California - Berkeley nel 1981.
È sposata con Wen Chi Chen, CEO di VIA Technologies, con cui ha avuto due figli.

### Carriera
Wang è entrata a far parte della First International Computer (FIC) nel 1982. Nel 1997 ha fondato la VIA Technologies e nel 1997 la HTC.
Nel maggio 2011, Forbes l'ha indicata, insieme al marito Wen Chi Chen, come la persona più ricca di Taiwan, con un patrimonio netto di 8,8 miliardi di dollari. Nell'agosto 2012, Forbes l'ha inserita al 56º posto nella lista delle 100 donne più potenti del mondo, per poi inserirla al 54º posto nel 2014.
Nel 2011 Wang ha donato 28,1 milioni di dollari per aiutare a fondare il Guizhou Forerunner College, un college di beneficenza nel sud-ovest della Cina istituito dalla Faith-Hope-Love Foundation, un'associazione senza scopo di lucro di VIA Technologies.
Wang ha anche fatto donazioni significative all'Università della California, Berkeley, inclusi finanziamenti per sostenere e migliorare il prestigioso Oliver E. Buckley Condensed Matter Prize dell'American Physical Society, assegnato a ricercatori che danno un contributo considerevole al campo della fisica della materia condensata.
Wang e Chen forniscono anche finanziamenti per sostenere un programma di collaborazione tra i dipartimenti di psicologia dell'UC Berkeley e l'Università Tsinghua di Pechino.
Nell'agosto 2012 Wang ha donato 6000 tablet PC a 60 scuole superiori di Taipei.
Wang è un'appassionata filantropa che dice di preferire rimanere fuori dai riflettori nonostante i suoi numerosi successi. Ha, tuttavia, iniziato a inserirsi nella politica di Taiwan, sostenendo il presidente di Taiwan Ma Ying-jeou nella sua candidatura per la rielezione e esprimendo il suo sostegno al Consenso del 1992.

### Controversie
Wang era stato accusata di sostenere e finanziare gruppi e attività anti-LGBTQ a Taiwan, inclusa una cooperazione con i gruppi con sede negli Stati Uniti che organizzano la Casa di preghiera internazionale. Si stima che negli ultimi cinque anni due organizzazioni senza scopo di lucro gestite da lei abbiano 388 milioni di dollari a gruppi anti-LGBTQ a Taiwan.
Nell'ottobre 2014, Cher Wang ha rifiutato di accettare la sentenza del processo presso l'Hong Kong International Arbitration Centre (in cui si accusava la Wizheng Electronics Takahore di aver fornito diversi codici di un chip anti-hacking al governo cinese per poter spiare i dispositivi di attivisti anticomunisti e per i diritti umani) e ha presentato ricorso all'Alta Corte di Hong Kong. In un'udienza, l'avvocato difensore ha sostenuto che il premio violava l'ordine pubblico e la morale di Hong Kong. Il tribunale dell'alta corte di Hong Kong ha confermato la sentenza nell'ottobre 2015 e VIA ha perso la causa. Nel dicembre 2020, l'Alta Corte di Taiwan ha respinto anche un secondo appello alla sentenza. 
Le fondazioni di beneficenza di Wang detengono azioni di otto società di investimento con un valore di mercato di oltre 200 milioni di dollari. Tuttavia, solo 27000 USD. Wang ha intentato causa contro il giornalista che aveva diffuso la notizia, ma è stata condannata a risarcirlo nel febbraio 2018.
A causa della sentenza del Consiglio dei Grandi Giudici di Taiwan secondo cui il divieto del codice civile del matrimonio tra persone dello stesso sesso è incostituzionale e deve essere modificato entro il 24 maggio 2019, Wang e la sua "Faith, Hope & Love Foundation", insieme al legislatore Lin Tai-hua, appartenente al Partito Progressista Democratico, hanno redatto, il 4 maggio 2019, un disegno di legge "unione omosessuale" che contiene una clausola di "matrimonio falso", che autorizzerebbe i pubblici ministeri o le agenzie di assistenza sociale a richiedere che un tribunale intervenga e abroghi un'unione omosessuale se parenti entro tre gradi di consanguineità di uno dei due membri della coppia ritengono che non fosse allo scopo di "vivere la vita insieme". Yu Mei-nu, legislatore taiwanese e attivista per i diritti LGBT, ha definito il disegno di legge «una forte discriminazione contro le coppie dello stesso sesso», mettendo in dubbio il diritto delle persone di controllare la sincerità del matrimonio degli altri.